# Dirk van Hogendorp
Dirk van Hogendorp (Hogendorf) (ur. 3 października 1761 w Heenvliet – zm. 29 października 1822 w Rio de Janeiro) – holenderski generał i dyplomata, hrabia, prezes Komisji Rządu Tymczasowego Wielkiego Księstwa Litewskiego od 24 sierpnia do września 1812, generalny gubernator Litwy.
Do 1783 służył w wojsku pruskim. Był holenderskim rezydentem w Bengalu i na Jawie. W 1799 powrócił do kraju. W 1807 został sekretarzem wojny króla Niderlandów Ludwika Bonaparte. Mianowany posłem holenderskim w Wiedniu w 1807, Berlinie w 1809, Madrycie w 1810. W 1812 został gubernatorem Wilna, a w 1813 Hamburga. Jako zagorzały stronnik Napoleona I Bonaparte, zmuszony został w 1816 do emigracji do Brazylii.